# Manuel Files
Manuel Files (gr.: Μανουήλ Φιλες, Manuel Files) – poeta bizantyński, żyjący na przełomie XIII i XIV wieku.

## Życiorys
Manuel Files pochodził z Efezu, żył na przełomie XIII i XIV wieku, za panowania cesarzy Michała VIII, Andronika II i Andronika III Paleologów. Był uczniem historyka Jerzego Pachymeresa. Nie wiadomo nic o tym, aby Files piastował jakieś znaczniejsze urzędy państwowe, jeździł jednak z misją dyplomatyczną na Ruś, odbył też podróże do Persji, Arabii, a nawet do Indii. Wiadomo, że w wyniku konfliktu z cesarzem został wtrącony do więzienia i wyszedł na wolność dopiero po złożeniu przysięgi, że nigdy nie powie nic złego o panującym. Nie wiadomo, za panowania którego cesarza zdarzenie to miało miejsce. Często w swoich utworach żalił się na trudne warunki materialne. Pozostawił po sobie ponad 20 000 utworów poetyckich. Ich zawrotną liczbą przewyższył nawet wyjątkowo płodnego poetę z XII wieku, Teodora Prodroma.

## Twórczość
Files pisał swoje utwory zasadniczo dwunastozgłoskowym trymetrem jambicznym. Rzadko posługiwał się popularnym wówczas wierszem politycznym.

### Traktaty o zwierzętach
Interesującą część spuścizny Filesa stanowią wiersze o zwierzętach. Do najbardziej znanych należy ujęty w 2015 wersów jambicznych traktat poetycki O przymiotach zwierząt (Peri zóon idiótetos), zadedykowany cesarzowi Michałowi VIII Paleologowi. Utwór składa się ze 119 rozdziałów, poświęconych ptakom, zwierzętom lądowym i faunie morskiej. Porusza takie kwestie, jak wrogowie zwierząt czy ochrona przed „złym okiem". Układ treści jest dosyć dowolny, poeta potrafi mówić o lwie, potem o rybie drętwie, panterze, szakalu, znowu o rybie – tym razem zmyślonej, etnie i wole. Za źródło posłużyło Filesowi dzieło o analogicznym tytule, rzymskiego poety z II wieku, piszącego po grecku, Eliana. Wykładem przyrodniczym jest również, zadedykowany cesarzowi, Opis słonia (Syntomos ekphrasis elephantos) w 381 wersach. Poeta rozbudował fragment poświęcony słoniowi w poprzednim utworze polecając to zwierzę cesarzowi przede wszystkim dlatego, że jest wierne w czasie polowania. Na koniec życzył cesarzowi, by żył tak długo jak słoń, przynajmniej 300 lat.

### Dialogi
Osobną grupę utworów Filesa stanowią wiersze okolicznościowe. Występują w nich najczęściej dwie lub więcej osób, które toczą ze sobą dialog. Tego typu utworem jest, liczący sobie 600 trymetrach jambicznych, wiersz-nekrolog, zatytułowany przez współczesnego wydawcę Tragedia. Poeta wysławia w nim zalety zmarłego syna cesarza, Andronika Paleologa. Jego matka lamentuje przyrównując się do antycznej Niobe. Oprócz cesarza i cesarzowej w utworze występują jeszcze wdowa po zmarłym, jego brat i autor, ich sługa. Inny utwór, zatytułowany Dialog mężczyzny z duszą (Anthropos dialegómenos meta psyches), jest rozmową męża z upersonifikowaną duszą zmarłej żony. Żona wyrzuca mężowi, że wywołał ją z wiecznej światłości do ziemskich ciemności, z wolności do więzienia. Utwórz liczy sobie 240 wersów, podzielonych na 24 strofy i został napisany wierszem politycznym. Kolejne litery początkowe strof tworzą akrostych.

### Pozostałe dokonania
Files dokonał udanej przeróbki na metrum jambiczne Akatystu Romana Pieśniarza. Układał też epigramy o ikonach, rzeźbach, przedmiotach kultu oraz świeckich dziełach sztuki. Pozostawił po sobie dystychy i tetrastychy o tematyce związanej ze świętami kościelnymi, motywami ewangelicznymi i żywotami świętych.
Najwięcej sławy przyniosły mu wszakże wiersze dziękczynne, polecające, pocieszające i żebracze, ptochoprodromiká, pisane na modłę Teodora Prodroma. Niektóre z nich zawierają wartościowe wiadomości historyczne, jak utwór o wspomnianym już poselstwie na Ruś.
Twórczość Filesa mimo że odznacza się różnorodnością formy, pomysłową, barwną tematyką i żywym językiem wykazuje wady typowe dla poezji dworskiej: wielkie nagromadzenie obrazów alegorycznych, symboliki i gry słów.